# فهرست سیاه اف‌ای‌تی‌اف
فهرست سیاه گروه ویژه اقدام مالی (به اختصار فهرست سیاه اف‌ای‌تی‌اف؛ با عنوان رسمی فراخوان اقدام)، یک فهرست سیاه است که توسط گروه ویژه اقدام مالی (اف‌ای‌تی‌اف) نگهداری می‌شود.
این فهرست سیاه، از سال ۲۰۰۰، توسط اف‌ای‌تی‌اف منتشر شده و کشورهایی را که در مبارزه جهانی علیه پولشویی و تأمین مالی تروریسم، غیرهمکار می‌داند، فهرست می‌کند و آن‌ها را «کشورهای غیرهمکار» می‌نامد.

## کشورهای عضو اف‌ای‌تی‌اف

### اعضای اصلی

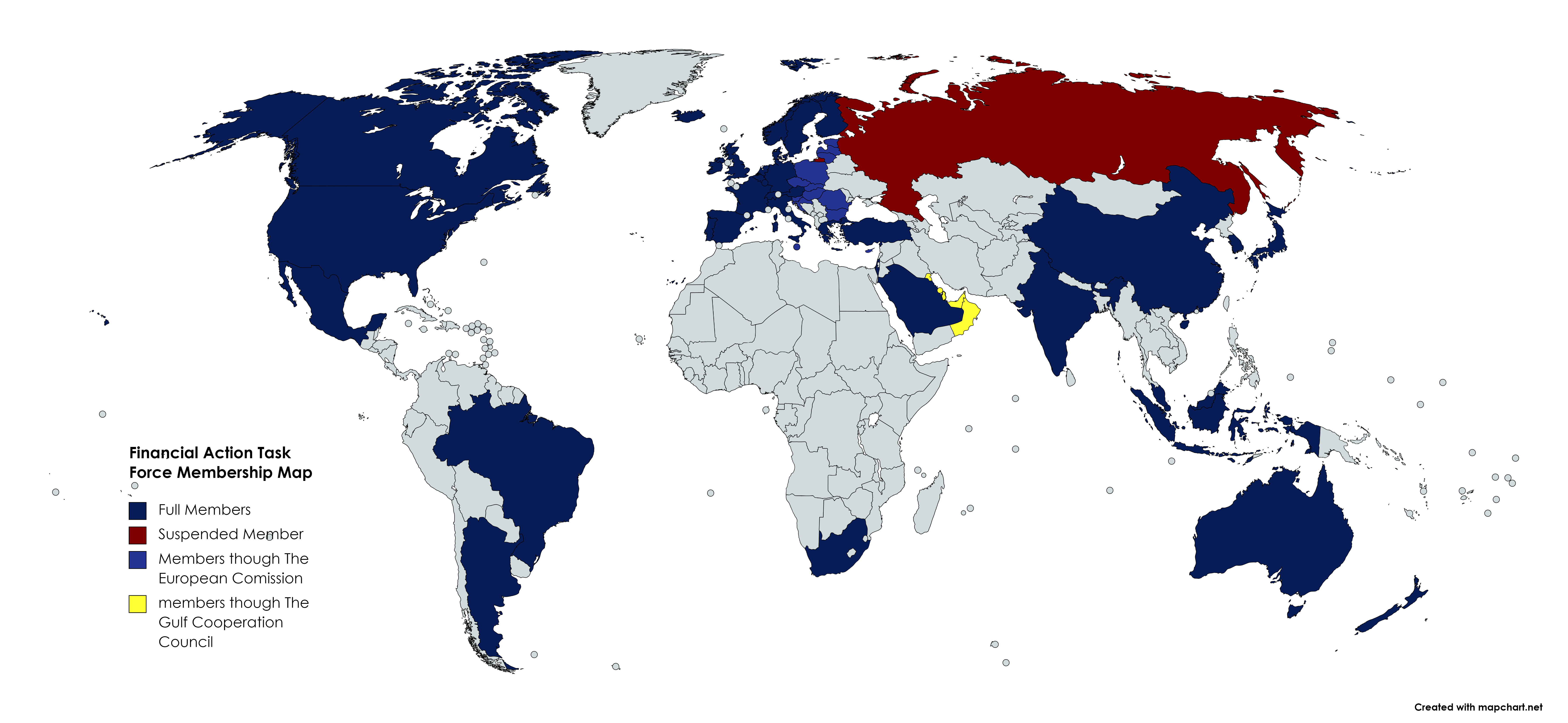
نقشه عضویت گروه ویژه اقدام مالی

بر اساس وب سایت رسمی اف‌ای‌تی‌اف، ۳۹ عضو (قبل از آن ۴۰ عضو بود که روسیه در فوریه ۲۰۲۳ از فهرست حذف شد) و دو سازمان منطقه ای (اتحادیه اروپا و شورای همکاری خلیج فارس) وجود دارد که نماینده اکثر مراکز مالی در سراسر جهان هستند. این فهرست شامل کشورهای زیر است:
1. آرژانتین
2. استرالیا
3. اتریش
4. بلژیک
5. برزیل
6. کانادا
7. چین
8. دانمارک
9. اتحادیه اروپا
10. فنلاند
11. فرانسه
12. آلمان
13. یونان
14. شورای همکاری خلیج فارس
15. هنگ کنگ
16. ایسلند
17. هند
18. اندونزی
19. جمهوری ایرلند
20. اسرائیل
21. ایتالیا
22. ژاپن
23. کره جنوبی
24. لوکزامبورگ
25. مالزی
26. مکزیک
27. هلند
28. نیوزیلند
29. نروژ
30. پرتغال
31. عربستان سعودی
32. سنگاپور
33. آفریقای جنوبی
34. اسپانیا
35. سوئد
36. سوئیس
37. ترکیه
38. بریتانیا
39. ایالات متحده آمریکا

### کشورهای ناظر
در حال حاضر هیچ ناظری وجود ندارد.

## گزارش‌های فهرست سیاه اف‌ای‌تی‌اف

### گزارش ژوئن ۲۰۰۰
فهرست اولیه پانزده کشوری که در مبارزه با پولشویی، غیرهمکار تلقی می‌شدند، در ژوئن ۲۰۰۰ منتشر شد:
1. باهاما
2. جزایر کیمن
3. جزایر کوک
4. اسرائیل
5. لبنان
6. جزایر مارشال
7. نائورو
8. نیووی
9. پاناما
10. فیلیپین
11. روسیه
12. سنت کیتس و نویس
13. سنت وینسنت و گرنادین‌ها

### گزارش ژوئن ۲۰۰۱
1. مصر
2. گرنادا
3. گواتمالا
4. مجارستان
5. اندونزی
6. میانمار
7. نیجریه
8. اوکراین

### گزارش ژوئن ۲۰۰۲
1. دومینیکا
2. مصر
3. گرنادا
4. گواتمالا
5. اندونزی
6. جزایر مارشال
7. میانمار
8. نائورو
9. نیجریه
10. نیووی
11. فیلیپین
12. سنت وینسنت و گرنادین‌ها
13. اوکراین

### گزارش ژوئن ۲۰۰۳
1. جزایر کوک
2. مصر
3. گواتمالا
4. اندونزی
5. میانمار
6. نائورو
7. نیجریه
8. فیلیپین
9. اوکراین

### گزارش ژوئیه ۲۰۰۴
1. جزایر کوک
2. اندونزی
3. میانمار
4. نائورو
5. نیجریه
6. فیلیپین

### گزارش ژوئن ۲۰۰۵
1. میانمار
2. نائورو
3. نیجریه

### گزارش ژوئن ۲۰۰۶
1. میانمار

### گزارش ژوئن ۲۰۰۷
هشتمین بررسی کشورهای غیرهمکار با اف‌ای‌تی‌اف در ۱۲ اکتبر ۲۰۰۷، هیچ کشوری را به عنوان غیرهمکار، فهرست نکرد.

### گزارش ژوئن ۲۰۰۸
1. ازبکستان
2. ایران
3. پاکستان
4. ترکمنستان
5. سائوتومه و پرنسیپ
6. قبرس شمالی

### بیانیه ژوئن ۲۰۰۹
1. ترکمنستان
2. ازبکستان
3. سائوتومه و پرنسیپ

### بیانیه اکتبر ۲۰۱۰
1. کره شمالی

### بیانیه اکتبر ۲۰۱۱
1. کوبا
2. بولیوی
3. اتیوپی
4. کنیا
5. میانمار
6. نیجریه
7. سائوتومه و پرنسیپ
8. سری‌لانکا
9. سوریه
10. ترکیه

### بیانیه فوریه ۲۰۱۲
کشورهای پرخطر و غیرهمکار:
1. ایران
2. کره شمالی

کشورهایی که پیشرفت کافی در رسیدگی به کاستی‌ها نداشته‌اند یا به یکی از برنامه‌های اقدام، متعهد نبودند:
1. بولیوی
2. کوبا
3. اتیوپی
4. غنا
5. اندونزی
6. کنیا
7. میانمار
8. نیجریه
9. اسرائیل
10. سائوتومه و پرنسیپ
11. سری‌لانکا
12. سوریه
13. تانزانیا
14. تایلند

### ژوئن ۲۰۱۳
کشورهای پرخطر و غیرهمکار:
1. ایران
2. کره شمالی

کشورهایی که پیشرفت کافی در رسیدگی به کاستی‌ها نداشته‌اند یا به یکی از برنامه‌های اقدام، متعهد نبودند:
1. اکوادور
2. اتیوپی
3. اندونزی
4. کنیا
5. میانمار
6. سائوتومه و پرنسیپ
7. سوریه
8. تانزانیا
9. ترکیه
10. ویتنام
11. یمن

### بیانیه اکتبر ۲۰۱۳
کشورهای پرخطر و غیرهمکار:
1. ایران
2. کره شمالی

کشورهایی که پیشرفت کافی در رسیدگی به کاستی‌ها نداشته‌اند یا به یکی از برنامه‌های اقدام، متعهد نبودند:
1. الجزایر
2. اکوادور
3. اتیوپی
4. اندونزی
5. کنیا
6. میانمار
7. تانزانیا
8. ترکیه
9. یمن

### فوریه ۲۰۱۴
کشورهای پرخطر و غیرهمکار:
1. کره شمالی

کشورهایی که پیشرفت کافی در رسیدگی به کاستی‌ها نداشته‌اند یا به یکی از برنامه‌های اقدام، متعهد نبودند:
1. الجزایر
2. اکوادور
3. اتیوپی
4. اندونزی
5. میانمار
6. سوریه
7. اسرائیل
8. یمن

### بیانیه ژوئن ۲۰۱۴
کشورهای پرخطر و غیرهمکار:
1. ایران
2. کره شمالی

کشورهایی که پیشرفت کافی در رسیدگی به کاستی‌ها نداشته‌اند یا به یکی از برنامه‌های اقدام، متعهد نبودند:
1. الجزایر
2. اکوادور
3. اندونزی
4. میانمار

### بیانیه فوریه ۲۰۱۵
کشورهای پرخطر و غیرهمکار:
1. ایران
2. کره شمالی

کشورهایی که پیشرفت کافی در رسیدگی به کاستی‌ها نداشته‌اند یا به یکی از برنامه‌های اقدام، متعهد نبودند:
1. الجزایر
2. اکوادور
3. میانمار

### بیانیه اکتبر ۲۰۱۵
کشورهای پرخطر و غیرهمکار:
1. ایران
2. کره شمالی

کشورهایی که پیشرفت کافی در رسیدگی به کاستی‌ها نداشته‌اند یا به یکی از برنامه‌های اقدام، متعهد نبودند:
1. میانمار

### بیانیه فوریه ۲۰۱۶
1. ایران
2. کره شمالی

### بیانیه فوریه ۲۰۱۷
1. کره شمالی

## فهرست‌های فعلی اف‌ای‌تی‌اف

### فهرست سیاه فعلی

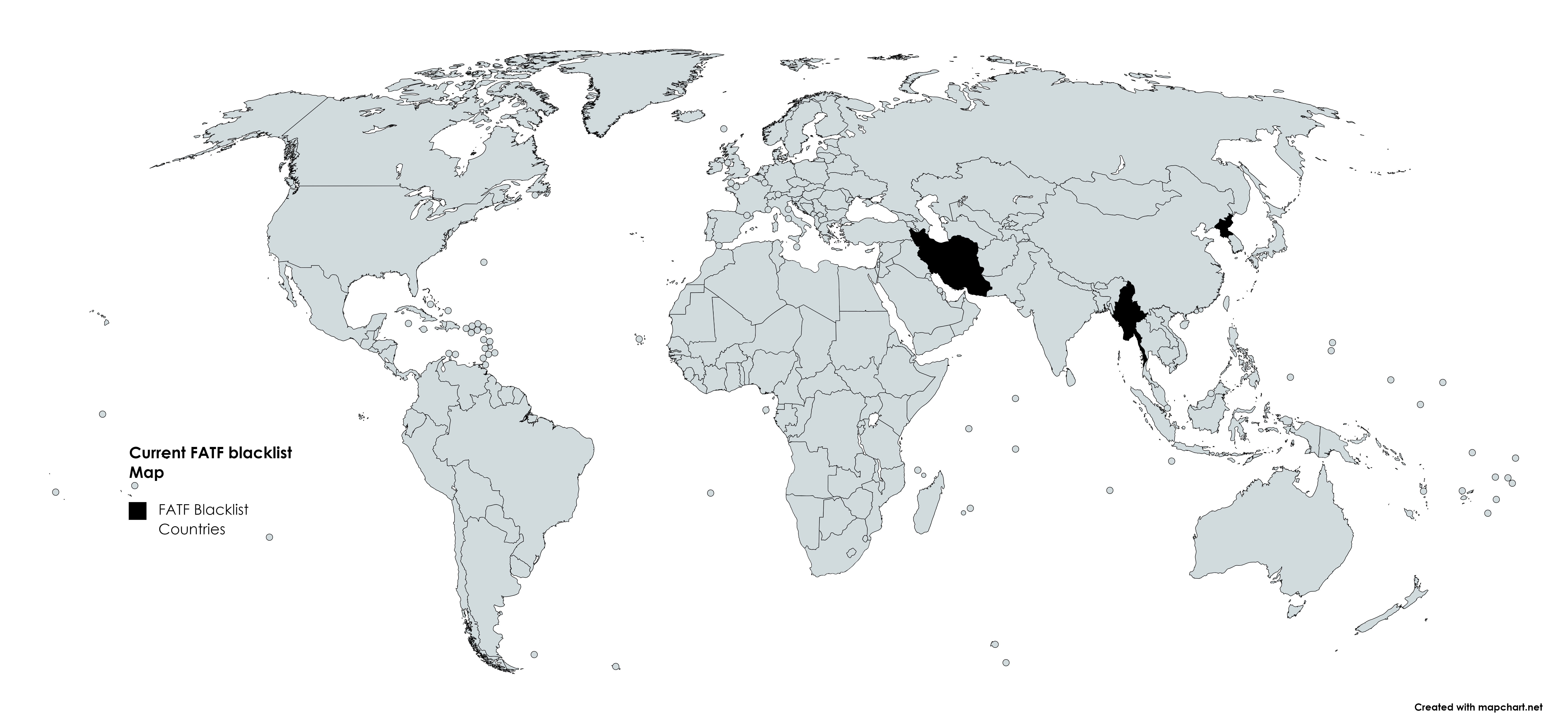
فهرست سیاه فعلی اف‌ای‌تی‌اف

از ۲۵ اکتبر ۲۰۲۴، کشورهای زیر در این فهرست قرار دارند:
1. ایران
2. کره شمالی
3. میانمار

### فهرست خاکستری فعلی

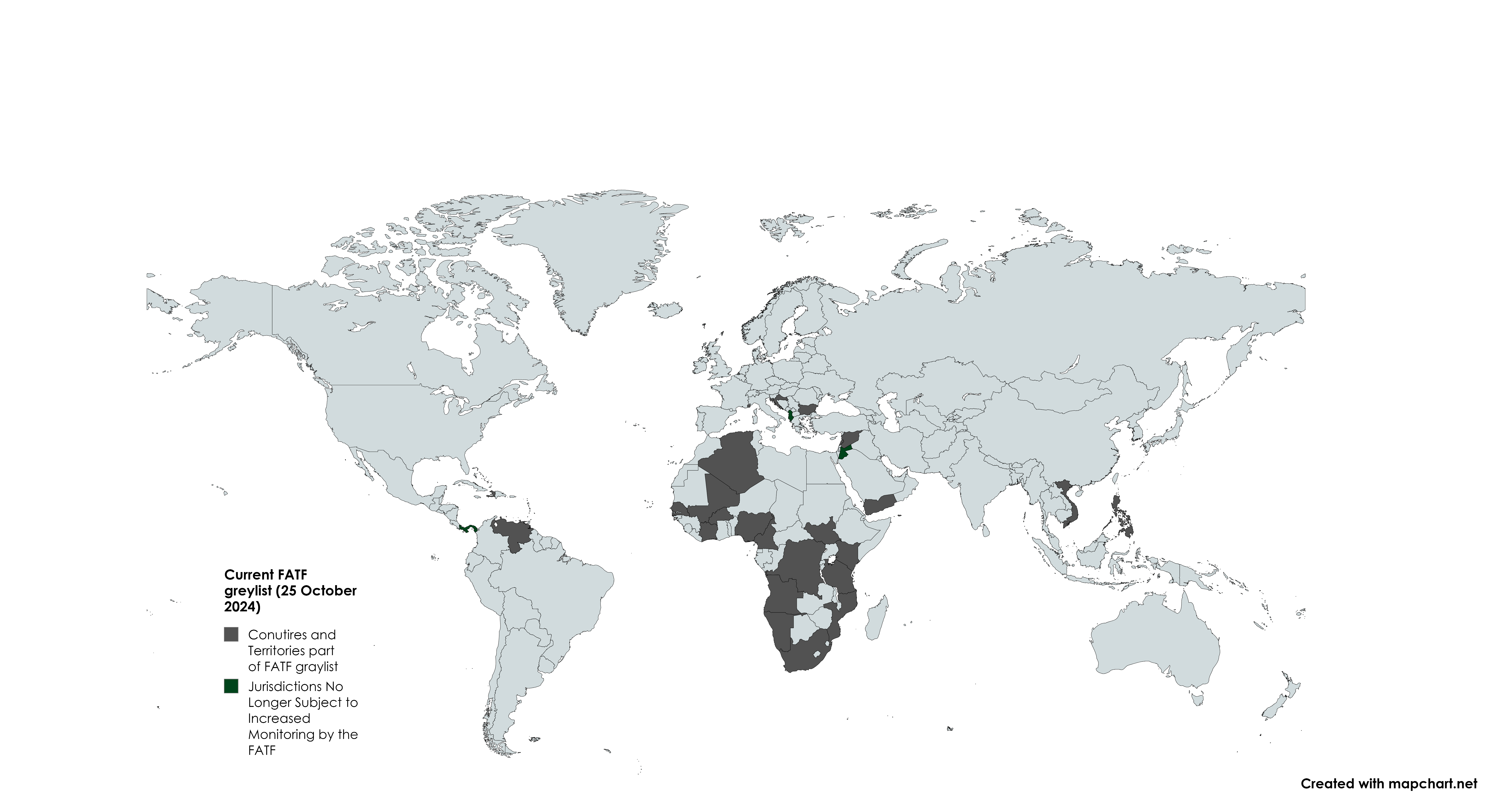
فهرست خاکستری فعلی اف‌ای‌تی‌اف

از ۲۵ اکتبر ۲۰۲۴، کشورهای زیر در این فهرست قرار دارند:
1. الجزایر
2. آنگولا
3. بلغارستان
4. بورکینافاسو
5. کامرون
6. ساحل عاج
7. کرواسی
8. جمهوری دموکراتیک کنگو
9. هائیتی
10. کنیا
11. لبنان[۱۰]
12. مالی
13. موناکو[۱۱]
14. موزامبیک
15. نامیبیا
16. نیجریه
17. فیلیپین
18. سنگال
19. آفریقای جنوبی
20. سودان جنوبی
21. سوریه
22. تانزانیا
23. ونزوئلا[۱۱]
24. ویتنام[۱۲]
25. یمن

## ایران و اف‌ای‌تی‌اف
در بیانیه اکتبر ۲۰۱۹، اف‌ای‌تی‌اف اعلام کرده‌است که اگر جمهوری اسلامی ایران تا قبل از فوریه ۲۰۲۰، کنوانسیون پالرمو و مبارزه با تروریسم را اجرایی نکند، اف‌ای‌تی‌اف از اعضای خود برای مقابله با ایران درخواست خواهد کرد (ورود به فهرست سیاه).
در این بیانیه، اف‌ای‌تی‌اف همچنین هفت درخواست از جمهوری اسلامی ایران به شرح زیر مطرح کرده‌است:
1. حذف استثناء سازمان‌های رهایی‌بخش از اشغال خارجی، استعمار و نژادپرستی از تعاریف سازمان‌های تروریستی در قوانین جمهوری اسلامی ایران.
2. شناسایی و مسدود کردن دارایی‌های گروه‌های تروریستی بر اساس قطعنامه‌های شورای امنیت سازمان ملل
3. ایجاد رژیم مؤثر و قابل اجرا برای بررسی مشتریان سامانه مالی
4. شفاف‌سازی سازوکارهای گزارش دادن تراکنش‌های مشکوک به تأمین مالی گروه‌های تروریستی در هنگام درخواست این گزارش‌ها
5. مشخص کردن سازوکار شناسایی و محدود کردن ارائه دهندگان تراکنش‌های غیرقانونی
6. تصویب و اجرای کنوانسیون پالرمو و مبارزه با تروریسم و شفاف سازی توانمندی ایران برای همکاری‌های حقوقی
7. اطمینان حاصل کردن از اینکه موسسات مالی اطلاعات فرستنده و گیرنده تراکنش‌ها را تأیید می‌کنند.

در عین حال ورود به فهرست سیاه منوط به اجرای کنوانسیون پالرمو و مبارزه با تروریسم بوده و نه لزوماً اجرای موارد بالا.
در تاریخ ۲ اسفند ۱۳۹۸ ایران به فهرست سیاه اف‌ای‌تی‌اف اضافه شد. براساس بیانیه‌ای که در پایان نشست دوره‌ای این سازمان صادر شد، از همه کشورها می‌خواهد که اقدامات مقابله‌ای را در مبادلات مالی با ایران بکار بگیرند و مطمئن شوند که خطر پولشویی و تأمین مالی تروریسم از درون سامانه بانکی ایران دامن کشورهای دیگر را نگیرد.
گروه ویژه اقدام مالی علیه پولشویی، اف‌ای‌تی‌اف، جمهوری اسلامی ایران را به‌دلیل پایبند نبودن به مقررات این نهاد کماکان در فهرست سیاه خود نگه می‌دارد. مارکوس پیلر، رئیس گروه ویژه اقدام مالی روز شنبه ۲۴ اکتبر ۲۰۲۰، با تأکید بر این موضوع، از دولت‌های جهان خواست که تدابیر مؤثر را علیه کشورهایی چون ایران و کره‌شمالی اعمال کنند.